# Бельгійський фландр
Бельгійський фландр - одна з найбільших порід кролів у світі. Назва породи в різних країнах: нім. «Deutsche Riesen» - Німецький Різен, чеськ. «Belgicky obr» - Бельгійський Обр, англ. «Flemish Giant» - Фламандський Гігант, фр. «Geant des Flandres» - Гігант Фландрії, пол. «Olbrzym Belgijskij» - Велетень Бельгійський, рос. «Бельгийский великан» - Бельгійський велетень.

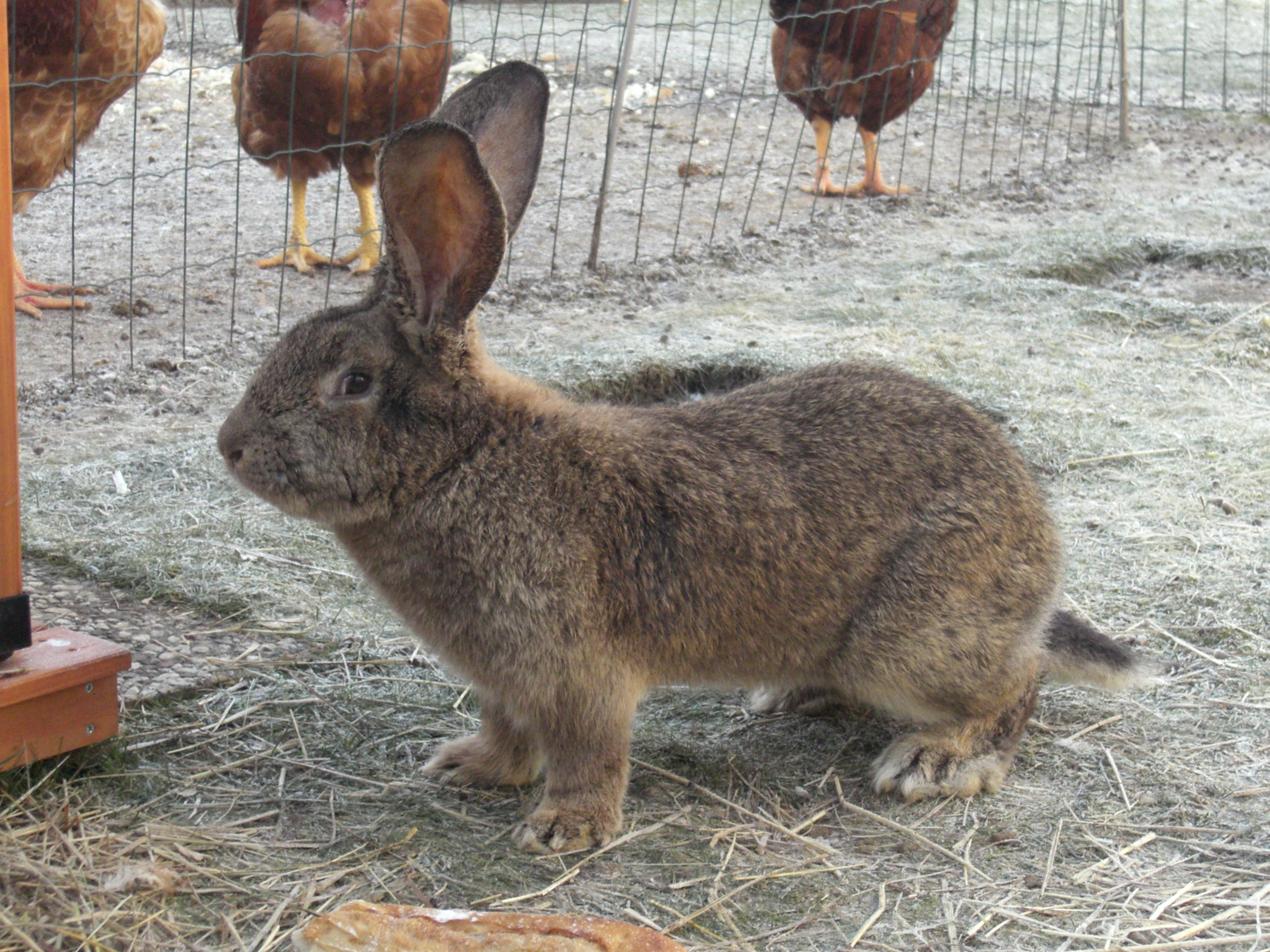

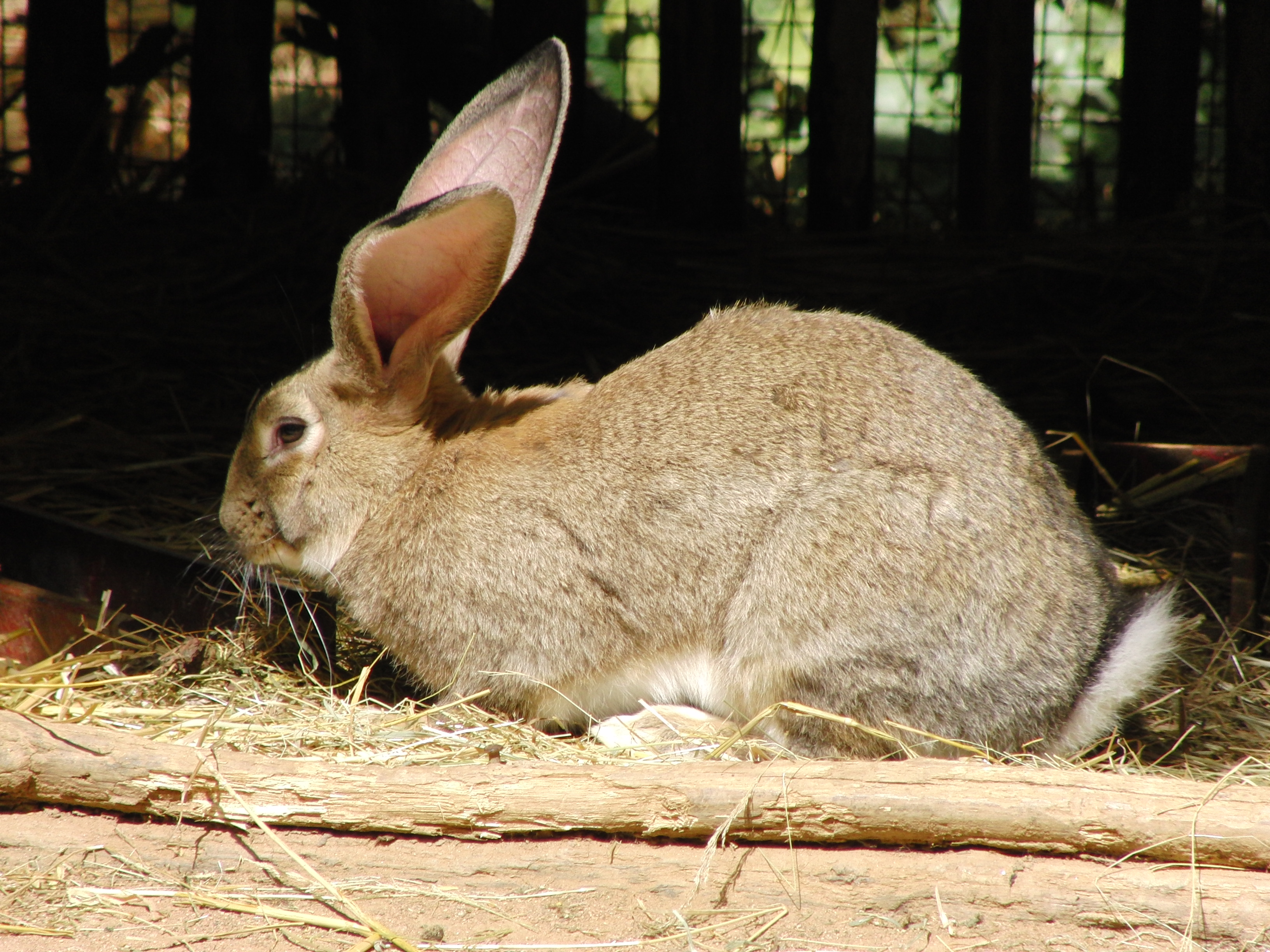

## Історія
Виникнення цієї породи має кілька версій. Одні вважають, що кролики з'явилися в XVI столітті в провінції Бельгії - Фландрії в результаті тривалого селекційного відбору, а потім були вивезені в інші країни. Особливо високо породу бельгійський велетень оцінили в Америці, поставивши її розведення на потік.
За іншою версією, Фландрії відносяться до нащадків патагонських кровей. У XVI столітті було налагоджено торговельні відносини між Голландією і Аргентиною. Це і послужило поштовхом до поширення даної породи. Хоча в цьому випадку вага особин рідко була більше 1 кілограма. Тепер істину встановити неможливо - патагонські кролики повністю вимерли.
І, нарешті, остання, теж позбавлена будь-якого сенсу версія - Фландрії походять від схрещування патагонських і фламандських кролів.

## Біологічні характеристики
Фландри відрізняється великими розмірами: довжина тулуба приблизно 70 см, обхват грудей 36-44 см. Мінімальна вага 6,5 кг, нормальна вага 7-9 кг, максимальної ваги не існує. Самиці, як правило, крупніші і важчі за самців. Волосяний покрив різного забарвлення. При сіро-заячому забарвленні спина у кроля рудовато-сіра, живіт, внутрішня сторона ніг та нижня сторона хвоста - білі. Підшерсток блакитнуватий. При темно-сірому забарвленні чорні і сірі остові волоси рівномірно розподілені по всьому тулубу. Живіт дещо світліший, підшерсток темно-блакитний. Остевий волос забарвлений зонарно: нижня зона блакитнувато-сіра, середина коричнева. У кролів чорного забарвлення вся шкіра рівномірно покрита чорними волосами, живіт трохи світліший. Підшерсток темно-блакитний. В США також поширені бельгійські фландери білого та пісочного кольору.
За один раз самка може принести до 15 кроленят, які за 7-8 місяців перетворюються в дорослих особин. Самці цієї породи можуть бути з успіхом використані при схрещуванні з дрібними породами. Найкраще порода пристосована до теплого і вологого клімату. Кролики не вимагають ретельного догляду за своїм хутром. Вихід м'яса становить 60%. З 1990-х років поширеність даної породи в Україні значно зросла.
Бельгійські гіганти досить вибагливі до умов проживання і раціону. Проте вони популярні серед тваринників, адже м'ясо має особливий смак, а шовковисте хутро, яке має широку колірну гамму, дає можливість застосовувати шкурки для імітації волосяного покриву бобра, кенгуру, єнота. Окрім того, фландри спокійні, урівноважені і проявляють агресію дуже рідко.